# Curtea de Apel Oradea
Curtea de Apel Oradea este una din cele 16 curți de apel din România.
În aceeași clădire se află și Tribunalul Bihor și Judecătoria Oradea.

## Competența teritorială
- județul Bihor
- județul Satu Mare

## Secții
- Secția I civilă
- Secția II civilă, de contencios administrativ și fiscal
- Secția penală și pentru cauze cu minori